# UFC on Fox: Dillashaw vs. Barão II
 UFC on Fox: Dillashaw vs. Barão II foi um evento de artes marciais mistas promovido pelo Ultimate Fighting Championship, ocorrido em 25 de julho de 2015 no United Center em Chicago, Illinois.

## Background
O evento principal foi a luta entre o atual campeão T.J. Dillashaw e o desafiante Renan Barão pelo Cinturão Peso Galo do UFC.
O ex-campeão dos leves Anthony Pettis era esperado para enfrentar Myles Jury no evento, no entanto, uma lesão tirou Pettis do evento e ele foi substituído pelo brasileiro Edson Barboza. Porém, uma lesão tirou Jury do evento, e ele foi substituído por Paul Felder.
Rustam Khabilov era esperado para enfrentar Danny Castillo no evento, no entanto, uma lesão tirou Khabilov do evento e Jim Miller entrou como substituto.
Erik Koch era esperado para enfrentar Ramsey Nijem no evento, no entanto, uma lesão tirou Koch do evento e ele foi substituído pelo estreante Andrew Holbrook.
Antônio Braga Neto era esperado para enfrentar Zak Cummings no evento, porém uma lesão o tirou do evento e ele foi substituído por Dominique Steele.

## Card Oficial
Nota 1 Pelo Cinturão Peso Galo do UFC.

Nota 2 Luta elimitória pela disputa do Cinturão Peso-Galo Feminino do UFC.

## Bônus da Noite
Os lutadores receberam $50.000 de bônus
- Luta da Noite:  Edson Barboza vs.  Paul Felder
- Performance da Noite:  T.J. Dillashaw e  Tom Lawlor